# Jake Kaminski
Jacob Robert Linde-Kaminski, chamado Jake Kaminski (11 de agosto de 1988, Buffalo, Estados Unidos) é um arqueiro profissional americano.

## Carreira

### Londres 2012
Nos 2012, em Londres conseguiu uma medalha de prata por equipes, apesar de não ter conseguido uma boa colocação geral no individual, 33°.

### Rio 2016
Fez parte da equipe estadunidense nas Olimpíadas de 2016 que conquistou a medalha de prata no Tiro com arco nos Jogos Olímpicos de Verão de 2016 - Equipes masculinas, ao lado de Brady Ellison e Zach Garrett.